# Carol al III-lea, Prinț de Monaco
Carol al III-lea (n. 8 decembrie 1818, Paris, Franța – d. 10 septembrie 1889, Marchais, Aisne, Franța) a fost al 9-lea Prinț de Monaco și al 9-lea Duce de Valentinois din 20 iunie 1856 până la moartea sa. A fost fondatorul faimosului cazinou din Monte Carlo iar titlul său în dialectul monegasc și în italiană a fost Carlo III.
La 28 septembrie 1846 la Bruxelles s-a căsătorit cu Antoinette de Mérode. A fost succedat de fiul său, Albert I, Prinț de Monaco. În timpul domniei sale, orașele Menton și Roquebrune, care constituie 80% din teritoriul Monaco, au fost în mod oficial cedate Franței, deschizând calea pentru recunoașterea franceză oficială a independenței Monaco.
Sub Carol al III-lea, în Principatul Monaco au crescut activitățile diplomatice, de exemplu, în 1864, Carol al III-lea a încheiat un tratat de prietenie cu bei-ul Tunisului Muhammad III as-Sadiq, care a reglementat problemele maritime și comerciale.
În ultimul deceniu al vieții sale a fost aproape orb. A murit la castelul Marchais la vârsta de 70 de ani.